# Psaenythia comma
Psaenythia comma är en biart som beskrevs av Carlos Schrottky 1907. Psaenythia comma ingår i släktet Psaenythia och familjen grävbin. Inga underarter finns listade i Catalogue of Life.